# Barrington Hills
Barrington Hills és una població dels Estats Units a l'estat d'Illinois. Segons el cens del 2000 tenia 3.915 habitants.

## Demografia
Segons el cens del 2000, Barrington Hills tenia 3.915 habitants, 1.381 habitatges, i 1.168 famílies. La densitat de població era de 54,2 habitants/km².
Dels 1.381 habitatges en un 33,6% hi vivien nens de menys de 18 anys, en un 78,9% hi vivien parelles casades, en un 3,5% dones solteres, i en un 15,4% no eren unitats familiars. En el 12,5% dels habitatges hi vivien persones soles el 5,3% de les quals corresponia a persones de 65 anys o més que vivien soles. El nombre mitjà de persones vivint en cada habitatge era de 2,83 i el nombre mitjà de persones que vivien en cada família era de 3,1.
Per edats la població es repartia de la següent manera: un 25,3% tenia menys de 18 anys, un 4,6% entre 18 i 24, un 20% entre 25 i 44, un 37,7% de 45 a 60 i un 12,4% 65 anys o més.
L'edat mediana era de 45 anys. Per cada 100 dones de 18 o més anys hi havia 98,6 homes.
La renda mediana per habitatge era de 145.330 $ i la renda mediana per família de 156.002 $. Els homes tenien una renda mediana de 100.000 $ mentre que les dones 56.167 $. La renda per capita de la població era de 73.629 $. Aproximadament el 0,9% de les famílies i el 3,1% de la població estaven per davall del llindar de pobresa.

## Poblacions properes
El següent diagrama mostra les poblacions més properes.